# Whisky chaud

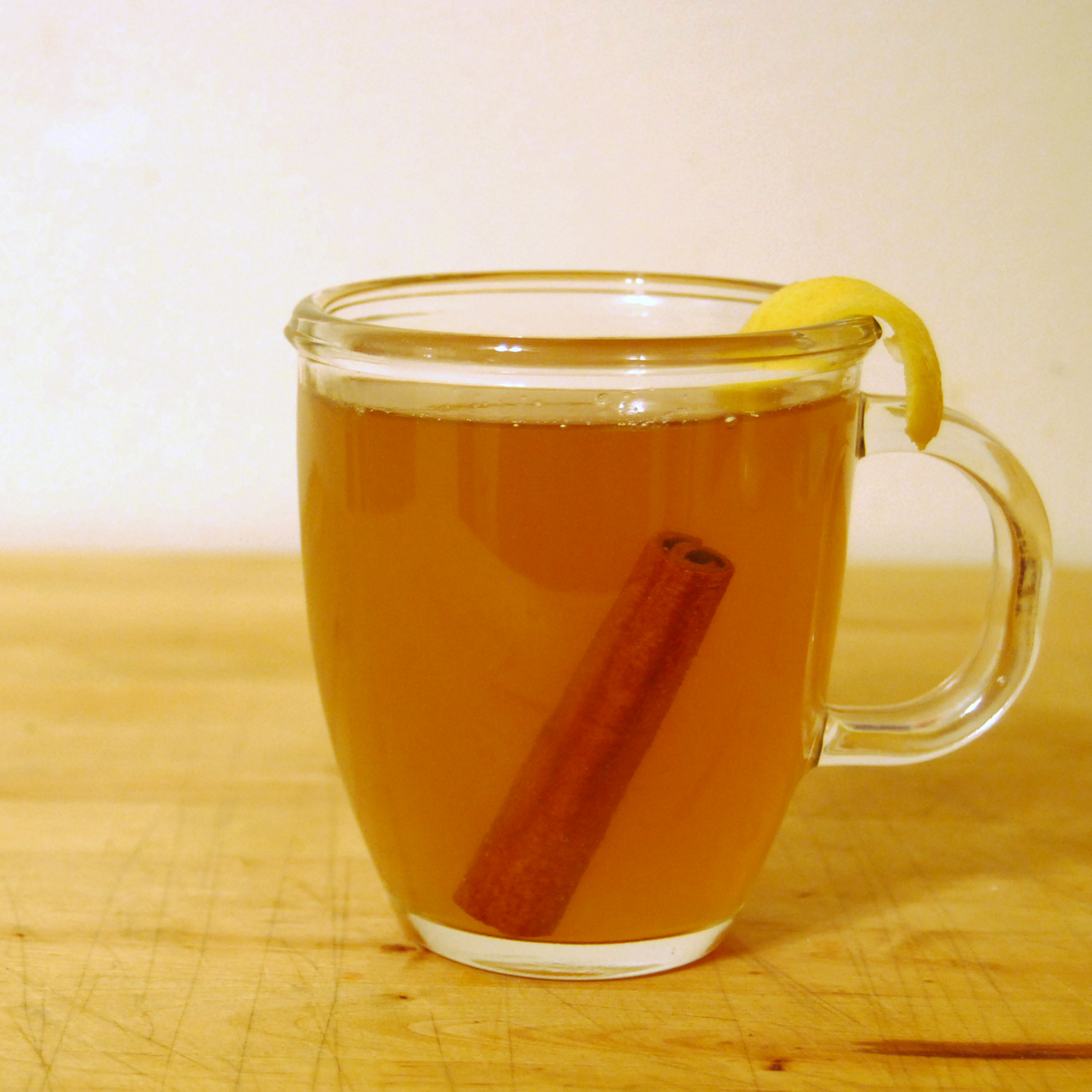
Whisky chaud.

Un whisky chaud, ou hot toddy dans le monde anglophone, (littéralement grog chaud), est une boisson chaude à base de liqueur et de miel infusés dans de l'eau (ou, d'après certaines recettes, de sucre), d'arômes (comme le thé) et des épices, et servie chaude. Les recettes de whisky chaud varient et sont traditionnellement bues avant le sommeil, par temps humide ou froid ou pour soulager les symptômes du rhume et de la grippe. Dans son ouvrage How to Drink, Victoria Moore décrit la boisson comme « vitamine C pour la santé, miel pour apaiser, et alcool pour engourdir ».

## Préparation
Un whisky chaud est un mélange d'un spiritueux (généralement du whisky), d'eau chaude et de miel (ou, dans certaines recettes, de sucre). Au Canada, on peut utiliser du sirop d'érable. Des ingrédients supplémentaires tels que des clous de girofle, une tranche de citron ou de la cannelle (en bâton ou moulue) sont souvent ajoutés.

## Étymologie
Le mot toddy vient de la boisson toddy en Inde, produite par la fermentation de la sève des palmiers. Sa première utilisation connue pour signifier « une boisson faite de liqueur alcoolisée avec de l'eau chaude, du sucre et des épices » date de 1786. Cependant, quelques autres sources attribuent à Robert Bentley Todd la prescription d'une boisson chaude à base de brandy, de canella (cannelle blanche), de sirop de glucose et d'eau.

## Variantes
Un whisky glacé, ou cold toddy, est fait avec du whisky de seigle, des oranges, des citrons, des bâtons de cannelle, du gingembre, du thé Earl Grey, des clous de girofle, du miel et des amers d'orange ou ordinaires. Il est servi avec de la glace et remué jusqu'à ce qu'il soit très froid.